# Lamont A. Stevens
Lamont A. Stevens (* 12. Juni 1849 in Haverhill, Massachusetts; † 9. Februar 1920 in Wells, Maine) war ein US-amerikanischer Politiker, der von 1911 bis 1913 Maine State Auditor war.

## Leben
Lamont A. Stevens wurde in Haverhill geboren. 
Als Mitglied der Demokratischen Partei gehörte er von 1883 bis 1884 in der 61. Legislaturperiode dem Repräsentantenhaus von Maine an. Von 1911 bis 1913 war er Maine State Auditor. Zum Selectman von Wells Depot wurde er im Jahr 1900 gewählt.
In den Jahren 1916 und 1918 kandidierte er erfolglos für das Repräsentantenhaus der Vereinigten Staaten.
Lamont A. Stevens war mit  Clara Augusta Littlefield Stevens (1849–1890) verheiratet. Sie hatten einen Sohn. Er starb am 9. Februar 1920 in Wells, Maine. Sein Grab befindet sich auf dem Hope Cemetery in Kennebunk, Maine.